# Решётка Кардано
Решётка Кардано — исторически первая известная шифровальная решётка, трафарет, применявшийся для шифрования и дешифрования, выполненный в форме прямоугольной (чаще всего — квадратной) таблицы-карточки, часть ячеек которых вырезана, и через которые наносился шифротекст. Пустые поля текста заполнялись другим текстом для маскировки сообщений под обычные послания — таким образом, применение решётки является одной из форм стеганографии.
Предложена в 1550 году Джероламо Кардано. Известно о достаточно широком использовании решётки в переписке XVI—XVIII века — в частности, считается, что её применял кардинал Ришельё.
Одна из разновидностей решётки Кардано — вращающаяся решётка или сетка, в основе которой лежит шахматная доска, которая использовалась в конце XVI века. Усовершенствованный вариант вращающейся решётки появился в конце XIX века.

## Решётка произвольной формы

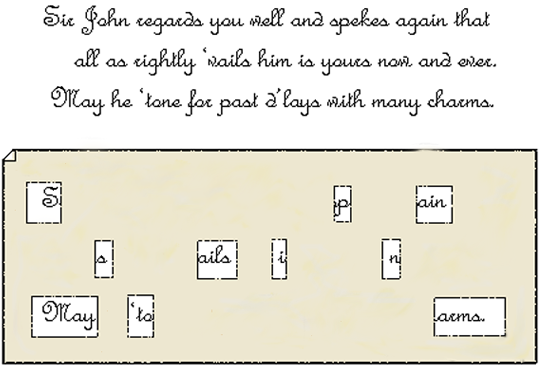
Текст записки:
Сэр Джон высоко ценит Вас и снова повторяет, что все, что доступно ему, теперь ваше, навсегда. Может ли он заслужить прощение за свои прежние промедления посредством своего обаяния.
Шифрованное послание:
В мае Испания направит свои корабли на войну.

Решётка Кардано сделана из листа картона или пергамента, или же из тонкого металла. Чтобы обозначить линии письма, бумагу разлиновывают, и между этими линиями вырезают прямоугольные области через интервалы произвольной длины.
Шифрующий помещает решётку на лист бумаги и пишет сообщение в прямоугольных отверстиях, в которых помещается отдельный символ, слог или целое слово. Исходное сообщение оказывается разделённым на большое число маленьких фрагментов. Затем решётка убирается и пустые места на бумаге заполняются посторонним текстом так, чтобы скрываемый текст стал частью криптотекста. Такое заполнение требует известного литературного таланта.
У получателя сообщения должна быть такая же решётка. Копии решётки вырезаются из первичного шаблона, однако для взаимно-однозначного соответствия можно было бы сделать множество других шаблонов.
Решётку можно разместить в 4 положениях — лицом вверх, лицом вниз, вертикально и в перевернутом положении, что вчетверо увеличивает число возможных размещений сетки.
Разместить не относящееся к делу сообщение вокруг скрытого текста на практике может быть трудно. Неестественный язык привлекает к себе внимание, и цель решётки Кардано, согласно Фрэнсису Бэкону, — составить сообщение «без подозрений». Но перед Кардано стояла менее трудная задача, поскольку орфография XVI века не была ограничена столь жёсткими стандартами и оставляла больше пространства для каллиграфических сокращений и украшений.
Фрэнсис Бэкон выделял 3 отличительные особенности решётки Кардано, которые можно сформулировать так:
- Метод лёгок в применении
- Расшифровать зашифрованный текст для злоумышленника — задача практически невыполнимая
- Зашифрованный текст не попадает под подозрение[3].

## Решётка квадратной формы

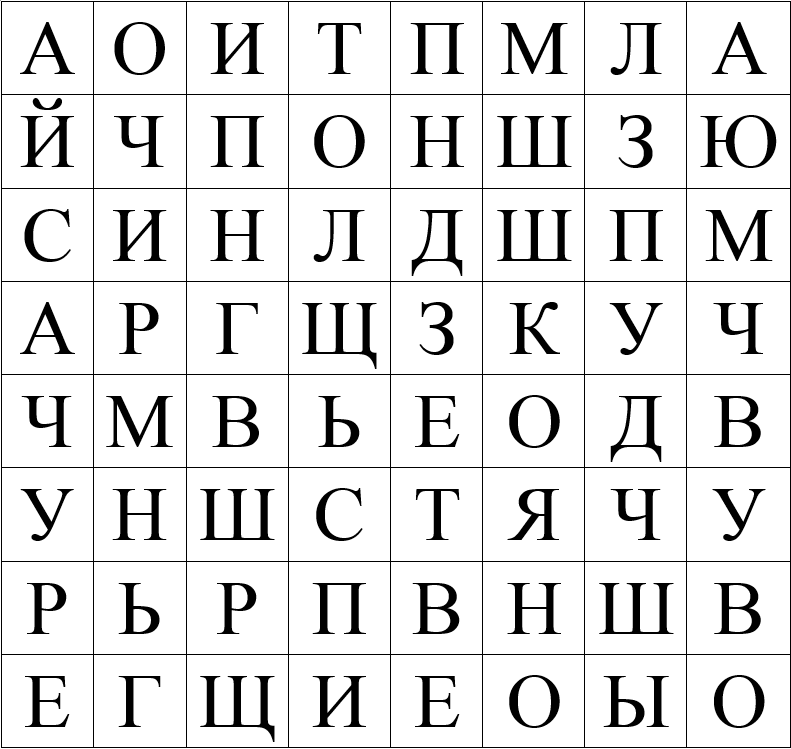
Сообщение, зашифрованное квадратной решёткой Кардано

Для квадратной решётки Кардано возможны четыре способа расположить её для шифрования текста — поворачивая её относительно центра на 90°.

#### Шифрование с добавлением «мусора»
Решётка — квадрат {\displaystyle N\times N} клеток, некоторые из которых вырезаны (в том числе, возможно, и имеющие общую сторону или вершину). Клетки должны иметь такой размер, чтобы в каждую помещалась ровно одна буква. Вырезанные клетки должны располагаться таким образом, чтобы никакие две из них не оказывались в одном и том же месте при поворотах решётки.
Чтобы зашифровать сообщение, нужно разместить решётку на бумаге и вписать часть текста в вырезанные клетки, затем повернуть решётку на 90° и вписать следующую часть и т. д. После этого в оставшиеся пустыми места на бумаге нужно вписать произвольные символы (разумеется, для лучшей маскировки нужно использовать символы из того же алфавита, что и символы, из которых состоит сообщение).

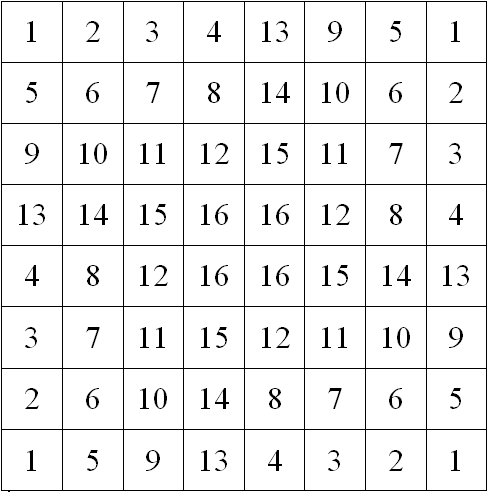
Конструктор квадратных решёток Кардано 8 × 8

#### Шифрование без добавления «мусора»
Этот способ шифрования отличается от предыдущего тем, что клетки в решётке вырезаются таким образом, чтобы при её поворотах можно было записать по букве в каждое место на бумаге. Опять же, клетки должны быть вырезаны так, чтобы при поворотах не было таких пар, которые оказываются на одном и том же месте. Очевидно, такая решётка может быть с чётным {\displaystyle N} — числом клеток в одной строке или столбце. Для {\displaystyle N=2} такая решётка единственная. Но при увеличении {\displaystyle N} количество таких решёток очень быстро растёт: {\displaystyle C=4^{N^{2}/4}}, где {\displaystyle C} — количество решёток со стороной {\displaystyle N}. Уже для {\displaystyle N=8} можно сделать {\displaystyle 4^{16}} — более 4 миллиардов различных решёток, поэтому на практике определить, какой именно решёткой пользовались при шифровании, невозможно. Однако этот способ является простым перестановочным шифром, который поддается взлому (например, с помощью частотного анализа).
Для облегчения создания решёток Кардано, удовлетворяющих всем написанным выше требованиям, можно воспользоваться конструктором решёток. Например, для решётки {\displaystyle 8\times 8} (см. рисунок) и шифрования «без мусора» нужно вырезать строго одну из четырёх клеток с номером 1, строго одну из четырёх клеток с номером 2 и т. д. Для шифрования «с мусором» некоторые из номеров можно не вырезать.

## Обнаружение шифровок

4 положения решётки

Когда зашифрованное решёткой Кардано произвольной формы сообщение составлено плохо, оно выделяется неестественным языком и постоянно меняющимся стилем. Специалист может попытаться восстановить решётку, если у него имеется несколько экземпляров подозрительных сообщений из переписки. Когда сообщение зашифровано хорошо[уточнить], его трудно выявить. Даже если специалист считает сообщение подозрительным, зашифрованный текст может содержать любая невинная[уточнить] буква. Поэтому на практике единственное решение — это получить саму решётку.
Если сообщение зашифровано квадратной решёткой Кардано «без мусора», то такое шифрование, как было сказано выше, является перестановочным шифром, поддающимся криптоанализу.
Чтобы прочитать зашифрованное сообщение, необходимо наложить решётку Кардано на текст нужное число раз и прочитать буквы, расположенные в вырезанных ячейках.

## Недостатки
Метод является медленным и в случае шифрования решёткой произвольной формы требует наличия литературных навыков. Но самое главное, что любой шифровальный аппарат может быть утерян, украден или конфискован. Таким образом, потерять одну решётку — значит потерять всю секретную переписку, шифровавшуюся с помощью этой решётки.

## В искусстве
Рукопись Войнича, которая могла быть поддельной шифровкой XVI века, возможно, была построена с помощью решётки Кардано, примененной для того, чтобы составить псевдослучайную бессмыслицу из ранее существовавшего текста.
Применение решётки Кардано показано в титрах в серии советских телефильмов, посвященных приключениям Шерлока Холмса и доктора Ватсона.